# Valentina Tirozzi
Valentina Tirozzi (ur. 26 marca 1986 w Avellino) – włoska siatkarka, reprezentantka kraju, grająca na pozycji przyjmującej. Od sezonu 2020/2021 występuje w drużynie Cda Volley Talmassons.
2 czerwca 2017 wzięła ślub z siatkarzem Andreą Semenzato.

## Sukcesy klubowe
Mistrzostwo Włoch:
- 2015, 2019
- 2014

Superpuchar Włoch:
- 2015, 2018

Liga Mistrzyń:
- 2016
- 2019

Klubowe Mistrzostwa Świata:
- 2016

## Sukcesy reprezentacyjne
Grand Prix:
- 2017

## Nagrody indywidualne
- 2015 - MVP w finale o Mistrzostwo Włoch